# Kolekcjoner (film 1965)
Kolekcjoner (ang. The Collector) – amerykańsko-brytyjski thriller z 1965 roku w reżyserii Williama Wylera, będący adaptacją powieści Johna Fowlesa pod tym samym tytułem.

## Treść
Fryderyk Clegg, młody urzędnik i kolekcjoner motyli, zakochuje się w studentce malarstwa, Mirandzie Grey. Po długiej obserwacji Clegg porywa Mirandę i zamyka ją w piwnicy swojego domu. Liczy na to, że jego ofiara, mimo tego, co jej zrobił, dostrzeże w nim wrażliwego, inteligentnego mężczyznę i zakocha się w nim.

## Obsada
- Terence Stamp – Freddie Clegg
- Samantha Eggar – Miranda Grey
- Mona Washbourne – ciocia Annie
- Maurice Dallimore – sąsiad
- Allyson Ames – pierwsza ofiara
- William Bickley – Crutchley
- Gordon Barclay – Clerk
- David Haviland – Clerk
- Edina Ronay – pielęgniarka

## Premiera
Kolekcjoner miał premierę na Festiwalu Filmowym w Cannes 3 maja 1965 roku, gdzie Stamp i Eggar wygrali nagrody dla najlepszych aktora i aktorki. Amerykańska premiera odbyła się w Nowym Jorku 17 czerwca tego samego roku, zaś brytyjska w Londynie 13 października. Film w Polsce miał premierę w marcu 1969 roku i był dystrybuowany wraz z kubańskim filmem krótkometrażowym Papierowym kogutem (1964).